# Plagiostoma euphorbiae
Plagiostoma euphorbiae är en svampart som först beskrevs av Karl Wilhelm Gottlieb Leopold Fuckel, och fick sitt nu gällande namn av Karl Wilhelm Gottlieb Leopold Fuckel 1870. Plagiostoma euphorbiae ingår i släktet Plagiostoma och familjen Gnomoniaceae.  Arten är reproducerande i Sverige. Inga underarter finns listade i Catalogue of Life.